# هناسویل (ویرجینیای غربی)
هناسویل (به انگلیسی: Hannahsville) یک منطقهٔ مسکونی در ایالات متحده آمریکا است که در شهرستان توکر، ویرجینیای غربی واقع شده‌است.